# Lisova Poleana, Seredîna-Buda
Lisova Poleana (în ucraineană Лісова Поляна) este un sat în comuna Romașkove din raionul Seredîna-Buda, regiunea Sumî, Ucraina.

## Demografie
Componența lingvistică a localității Lisova Poleana
     Rusă (100%)
Conform recensământului din 2001, toată populația localității Lisova Poleana era vorbitoare de rusă (100%).